# 朱子語類
『朱子語類』（しゅしごるい）は、中国の宋代、同時代の儒学者である朱熹（朱子）がその門弟たちと交わした言葉を、その没後に集成し門類に分類した書物である。咸淳6年（1270年）、黎靖徳編、140巻。

## 成立
朱子の語録・語類には、黎靖徳編の本書以前に、数種の編纂物が存在した。
- 語録
  - 李道伝集成本（池録） - 34巻・続増1巻
  - 李性伝続編本（饒録） - 46巻
  - 蔡杭編本（饒後録） - 26巻
  - 呉堅編本（建録） - 20巻
- 語類
  - 黄士毅編本（蜀本） - 140巻
  - 王佖続編本（徽本） - 40巻

黎靖徳は、それらの諸本を集成整理し、決定版としての朱子語類を編んだ。

## 部門
| - 理気 - 鬼神 - 性理 - 学 - 大学 - 論語 - 孟子 - 中庸 - 易 - 書 - 詩 - 孝経 - 春秋 | - 礼 - 楽 - 孔孟周程張邵朱子 - 呂伯恭 - 陳葉 - 陸氏 - 老荘 - 釈氏 - 本朝 - 歴代 - 戦国漢唐諸子 - 雑類 - 作文 |

## 特徴
本書は、書名の如く「語類」であるため、書物としての推敲を経た文章ではなく、語り言葉としての語によって綴られている。そのため、構文には齟齬があったり、尻切れ状態のものも見受けられる。また、近世中国の語学史上の資料としても、重視されている。
もちろん、朱子の思想や性理の学としての朱子学の実勢を朱子門下の語り口から知ることが出来る一次資料であり、史学および考証学に関しても、注目される記事を含んでいる。

## 刊本
- 明・陳煒刊本 - 成化9年（1473年）
- 清・石門呂氏刊本
- 清・劉氏伝経堂叢書本

- 天理図書館蔵本 - 朝鮮刊本
- 明本覆刻本 - 寛文8年（1668年）和刻本

## 注解文献
- 李退渓『語録解』
- 岡島冠山『字海便覧』
- 留守友信『語録訳義』
- 山崎闇斎『文会筆録』

## 近年の刊行
- 『「朱子語類」訳注　巻一～三』（垣内景子・恩田裕正編、溝口雄三・小島毅監修、汲古書院、2007年）　 
  - 『「朱子語類」訳注　巻十～十一』（興膳宏・木津祐子・斎藤希史訳注、2009年）

※20年以上かけ全巻を訳出する。全巻数と完結時期は未定。2022年現在17冊分刊
- 田中謙二 『朱子語類外任篇訳註』（汲古選書14：汲古書院、1994年）
- 三浦國雄訳注 『「朱子語類」抄』（講談社学術文庫、2008年）
- 『朱子学大系 第6巻　朱子語類』（明徳出版社　1981年） 
監修は諸橋轍次・安岡正篤、訳者は岡田武彦ほか。